# Schloss Mühlingen

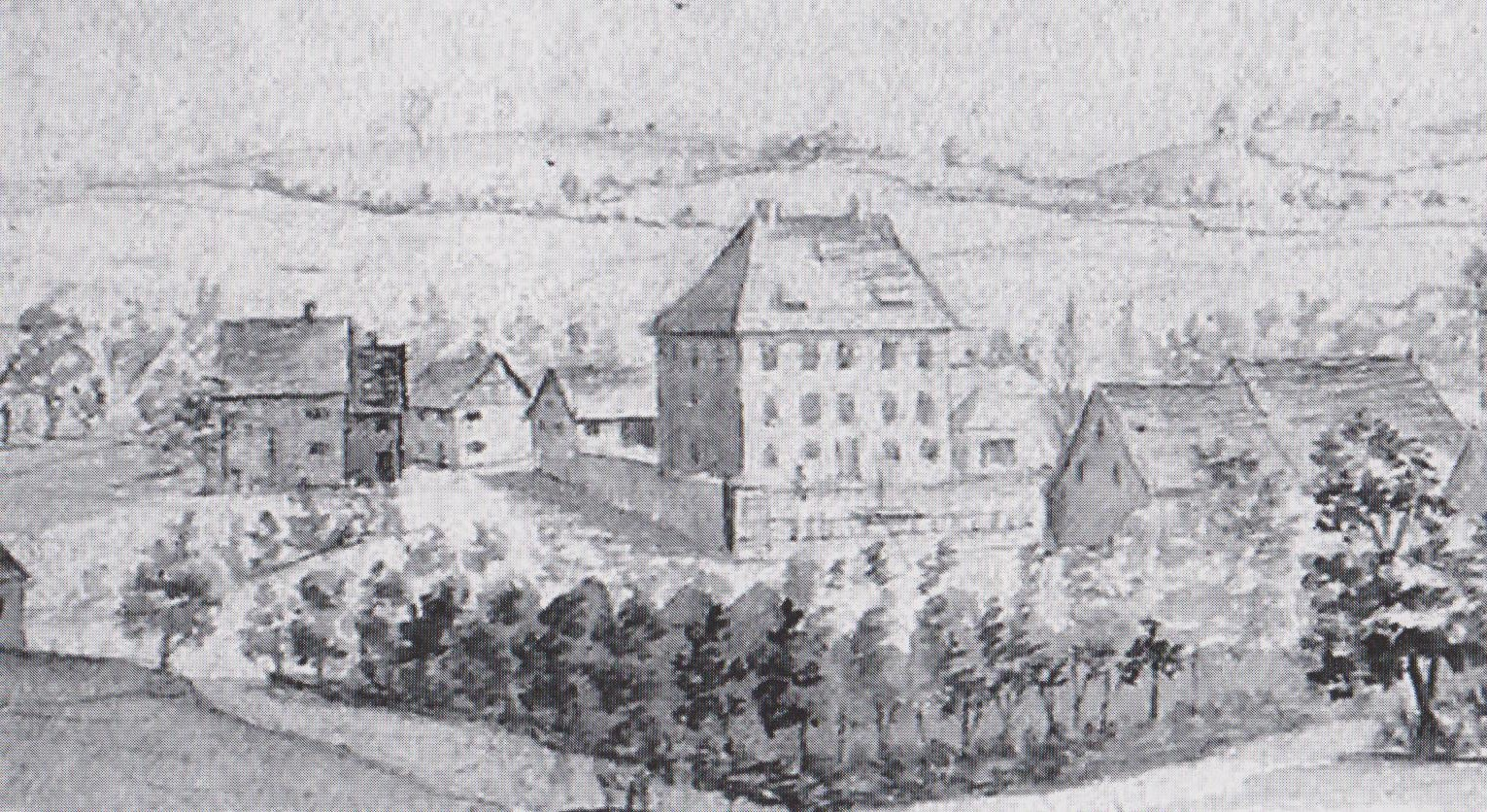
Johann Sebastian Dirr: Federzeichnung des Mühlinger Schlosses um 1800/1830

Das Schloss Mühlingen ist ein zu Beginn des 18. Jahrhunderts erbauter Komplex mehrerer Gebäude in der baden-württembergischen Gemeinde Mühlingen im Landkreis Konstanz in Deutschland.

## Gebäude

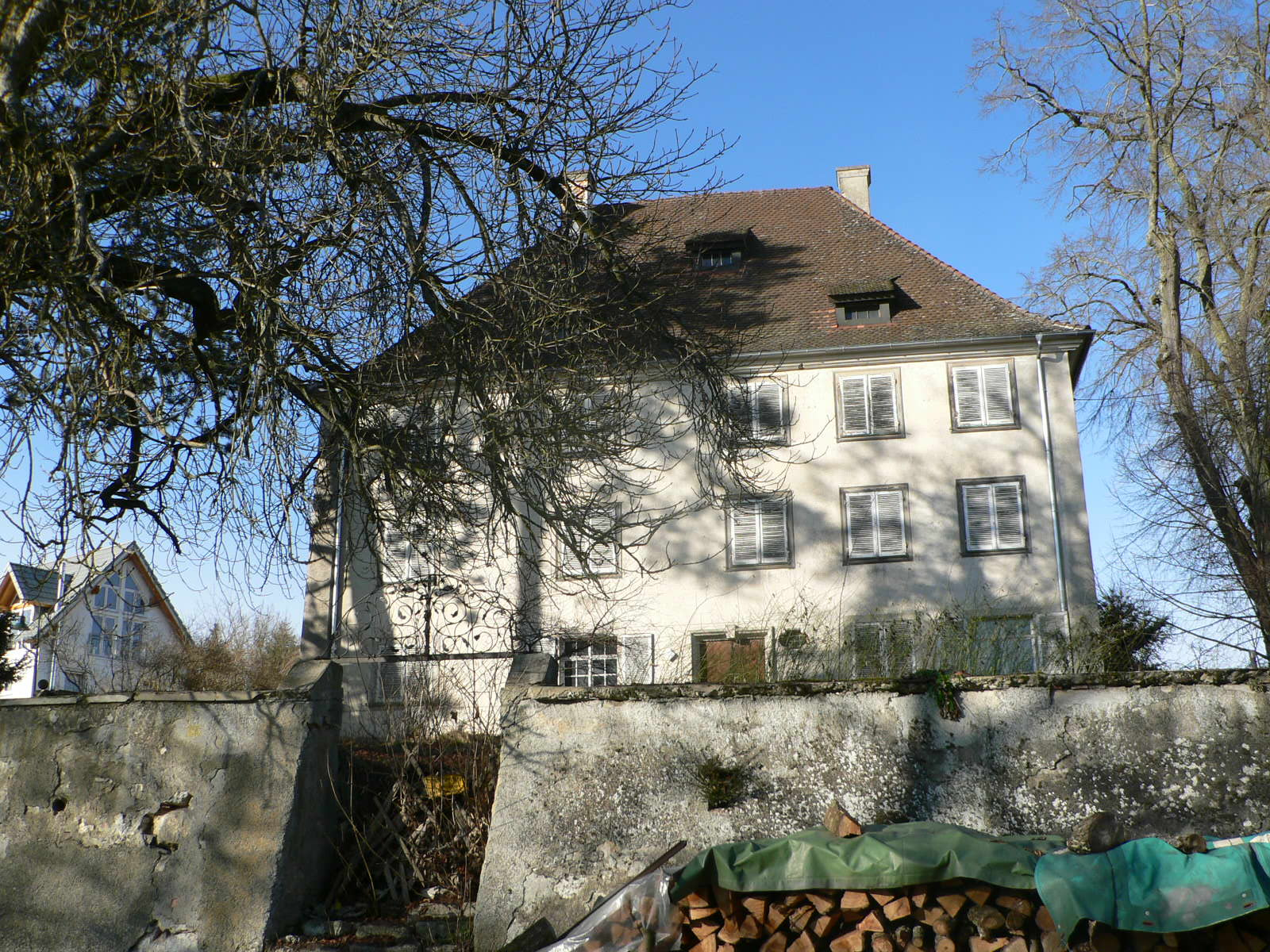
Schloss Mühlingen (2007)

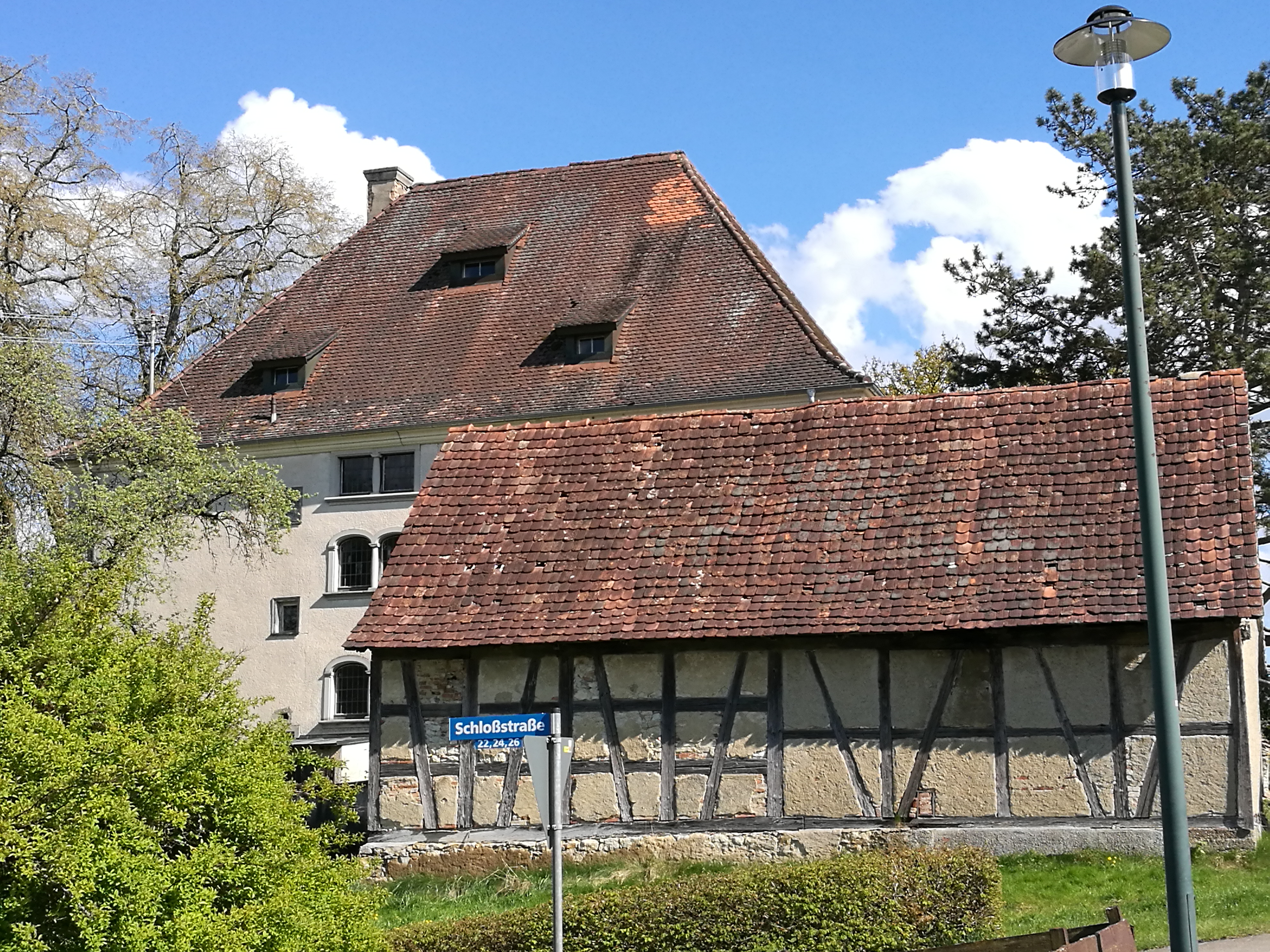
Nordseite des Schlosses (2017)

Nachdem Johann Philipp Jakob Ebinger von der Burg die Ortsherrschaft Mühlingen im Jahr 1698 erworben hatte, ließ die Adelsfamilie Ebinger von der Burg das Schloss Mühlingen 1730 erbauen. Es gibt Vermutungen, dass auf dem Schlossbühl zuvor bereits eine mittelalterliche Spornburg gestanden hatte.
1731 verkauften die Ebinger von der Burg die Ortsherrschaft an Hans Andreas und Johann Georg von Buol-Berenberg.
Zur rund 7600 Quadratmeter großen Schlossanlage gehörten das weitläufig ummauerte Herrenhaus, ein Garten und drei Wirtschaftsgebäude.

### Herrenhaus
Das Herrenhaus, ein schlichter Barockbau mit rechteckigem Grundriss und hohem Walmdach, kommt in dieser Form häufig im Hegau vor. Die Innenwände des zur Hälfte unterkellerten Gebäudes bestehen aus Fachwerkkonstruktionen, die mit Vollziegeln gefüllt sind.
Im Erdgeschoss gibt es zwei Flure, vier Zimmer, einen Heizungsraum und eine Werkstatt, im ersten Obergeschoss einen Flur mit Holzdecke und einen großen Raum, vier Zimmer sowie die Küche mit einer Speisekammer. Die Anordnung im zweiten Obergeschoss ist ähnlich der im ersten Geschoss: anstelle der Küche und Speisekammer gibt es hier ein Bad und eine Toilette.
Die Südostseite des Hauses mit einer Treppe zum Hauptportal bildet die Hauptfassade; sie ist von lisenen- bzw. strebefeilerartigen Vorlagen gegliedert und weist Fenster mit Holz- als auch Steinrahmen auf.
1773 wurde das Innere des Hauses im Stil des Rokoko ausgebaut. Die Freiherren von Buol-Berenberg blieben bis 1805 Grundherren.
Um 1950 erfolgte eine Sanierung des Hauses, 1954 entstanden die heutigen sanitären Anlagen, die Zentralheizung und die Elektrik.
Mit Ignaz Freiherr von Buol-Berenberg (1927–1997) starb der letzte Schlossbewohner in Mühlingen.

### Umfassungsmauer
Die Umfassungsmauer mit drei Toren besteht hauptsächlich aus mit Kalkmörtel vermauerten Kalkblöcken, die aus der Gegend um Liptingen stammen.

### Wirtschaftsgebäude
Zur Schloss gehörten eine Zehntscheune (29 × 12,50 m) an der Südostseite des Komplexes, ein Schuppen (3,5 × 2,5 m) an der Nordseite sowie eine Remise mit Stall (12,5 × 6,5 m) an der Nordwestseite.

## Besitzer
Zum 22. September 2021 erwarb die Gemeinde Mühlingen das Schloss mit allen Grundstücksflächen von der Familie Buol-Berenberg. Das Schloss wird nun erst einmal vor weiteren Witterungseinflüssen geschützt. Was die weitere Nutzung des Schlosses betrifft, soll „mit Bedacht entschieden“ werden.